# 無電解ニッケルめっき
無電解ニッケルめっき（むでんかいニッケルめっき、英語：electroless nickel plating）とは、電気めっきとは異なり、通電による電子ではなく、めっき液に含まれる還元剤の酸化によって放出される電子により、液に含浸することで被めっき物に金属ニッケル皮膜を析出させる無電解めっきの一種である。電気めっきのように通電を必要としないため、素材の形状や種類にかかわらず均一な厚みの皮膜が得られ、プラスチックやセラミックスのような不導体にもめっき可能である。次亜リン酸を用いたものが主流で、不導体へのめっきには低温アンモニアタイプのめっき液が、硬質クロムめっきの代替として用いられる場合は高温酸性タイプのめっきが用いられる。この後者が俗にカニゼンめっきとも呼ばれる。

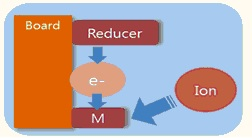
ニッケルメッキ

皮膜の特性は浴種や条件により異なるが主なものを以下に示す。
- 耐食性
- 硬さ — 耐摩耗性（機械的特性）
- 電気抵抗 — 磁性（電気的特性）

## 次亜リン酸の還元作用によるめっき皮膜の析出

### 析出機構
次亜リン酸水溶液は加熱しただけでは還元反応を起こさないが、鉄、ニッケル、コバルト、パラジウムなどの鉄族元素や白金族元素の金属を浸漬することにより、金属の表面が触媒となり、次亜リン酸イオンの脱水素反応が起こり、原子状水素 H とメタ亜リン酸イオン PO2− になる。
[H2PO2]− → [PO2]− + 2 H (cat) … (1)
メタ亜リン酸イオンは水と結合して亜リン酸イオンとなる。
[PO2]− + H2O → [H2PO3]− … (2)
原子状水素 H の一部は直接結合して水素ガスになり、一部はニッケルイオンの還元剤となりニッケルを析出させ、一部は次亜リン酸を還元してリンとなし、これはニッケルと合金をつくる。
2 H (cat) → H2↑ … (3)
Ni2+ + 2 H (cat) → Ni0 + 2 H+ … (4)
[H2PO2]− ＋ H (cat) → P0 + OH− + H2O … (5)
このとき式3の反応は式4の2倍の反応速度で進行するため、酸性浴の場合便宜なめっき状態における次亜リン酸塩の利用効率は約33%である。すなわち、ニッケル1モルのめっきに対して次亜リン酸3モルが必要である。

### Ni-Pめっき皮膜の特性(高温酸性浴)
- 化学組成 — Ni: 90%–96%、P: 4%–10%
- 結晶構造 — 析出状態ではアモルファスであるが、熱処理を行うことにより結晶質となる。
- 比重 — 析出状態で7.9であるが熱処理することにより7.8に減少。
- 硬度 — リン含有量により異なり、ビッカース硬さ (Hv) 500–700。リン含有率が少ない方が硬度は高い。400℃で熱処理を行うことによりHv950以上になる。
- 電気抵抗 — 析出状態で60μΩ/cm。熱処理を行うことにより1/3に低下。
- 熱膨張係数 — 13–14.5μm/m℃

## ジメチルアミンボランの還元作用によるめっき皮膜の析出

### 析出機構
還元剤としてDMAB（ジメチルアミンボラン）を使用したとき、主反応は式6のようになり、副反応として式7、8が起こる。
3 Ni2+ + (CH3)2NHBH3 + 3 H2O → 3 Ni0 + H3BO3 + (CH3)2H2N+ + 5 H+ … (6)
4 Ni2+ + 2(CH3)2NHBH3 + 3 H2O → 2 Ni0 + Ni2B + H3BO3 + 2(CH3)2HN+ + 6 H+ … (7)
(CH3)2NHBH3 + 3 H2O → H3BO3 + (CH3)2HN+ + 3 H2↑ … (8)
銅はDMABの酸化反応に対して触媒性を示すため、銅材にNi-Bめっきをする場合はパラジウムのような触媒付与処理をする必要がない。式8の反応でホウ素を共析する。

### Ni-Bめっき皮膜の特性
- 化学組成 - Ni: 97%–99.7%、B: 0.3%–3%
- 結晶構造 - 析出状態で結晶質
- 比重 - 7.7–8.7
- 硬度 - 析出状態でHv750±50。300℃で熱処理することによりHv950±50まで上昇。
- 電気抵抗 - 約8.5μΩ/cm
- 熱膨張係数 - 14–17μm/m℃

## ヒドラジンの還元作用によるめっき皮膜の析出
ヒドラジンの酸化反応を以下、式9、10に示す。
N2H2 + 4 OH− → N2 + 4 H2O + 4 e− … (9)
N2H2 + 2 OH− → N2 + 4 H2O + H2↑ + 2 e− … (10)
還元剤には塩酸ヒドラジンや硫酸ヒドラジンが用いられるが、その反応はきわめて複雑である。無電解ニッケルめっき中のヒドラジンの酸化反応は次亜リン酸塩やDMABを還元剤とする無電解めっきとは異なり、反応中に水素ガスを発生しない。
めっき浴のpHが高くなると、酸化還元電位は卑になり、還元力が強くなるため強アルカリ性で使用される。還元剤の酸化反応に伴い、浴pHは低下し、析出速度は遅くなるので、アルカリ性で効果のある緩衝剤およびニッケルと錯形成する錯化剤を選択する必要がある。
得られるめっき皮膜の組成は、ほぼニッケル金属のみである。

## 複合めっき
めっき浴中に微粒子を混入させ、金属と同時に共析させることにより、皮膜に新たな機能を付与させるめっきである。電解・無電解めっきのどちらでも複合めっきは可能である。

### 無電解ニッケルめっきの主な複合めっき
以下に無電解ニッケルめっきにおける主な複合めっきを示す。
- 耐摩耗性皮膜 — 炭化ケイ素 (SiC)、酸化アルミニウム (Al2O3)、B4C、ダイヤモンドなどを共析させる。
- 潤滑性皮膜 — テフロン (PTFE)、フッ化黒鉛などを共析させる。
- 耐摩耗性・潤滑性混合皮膜 — SiC + BN、Si3N4 + BN、Si3N4 + CaF2などを共析させる。
- 耐食性皮膜 — Cr、Mo、W、Tiなど金属微粉末を共析させる。

### 微粒子の特性
複合めっきで利用される微粒子の粒径は0.2–0.25μm程度で、応用されるものにより選択する。
複合めっきの微粒子の条件を以下に示す。
- めっき液に溶解しない
- 非触媒性
- 非触媒毒性
- 好分散性

## 用途
硬質のニッケルめっきによって耐摩耗性、耐久性、耐蝕性を持たせることができる。CDやレコードのスタンパや量産品の装飾等見栄えを向上させる用途等に使用される。